# Mantova Football Club
O Mantova Football Club, antes conhecido como Associazione Calcio Mantova é um clube de futebol da italia da cidade de Mantova que disputa a Série B do Campeonato Italiano, o clube disputa seus jogos como madante no Estádio Danilo Martelli.